# BK Häcken FF
El Kopparbergs/Göteborg FC, patrocinat per la cerveseria Kopparberg, és un club de futbol femení de Göteborg, Suècia. L'equip ha jugat nou temporades a la Damallsvenskan, però encara no ha guanyat cap campionat.

## Història
El club va ser fundat el 1970 amb el nom de Landvetters IF. El 2004, l'equip es va traslladar de Landvetter, un suburbi de Göteborg, a la ciutat de Göteborg i en conseqüència va canviar el seu nom.
Entre les últimes estrelles del club es troben la internacional sueca Jessica Landström, les bessones Kristin i Marie Hammarström, Jane Törnqvist, Johanna Almgren i la internacional nord-americana Yael Averbuch. Altres jugadores destacades que han representat al club en el passat són les nord-americanes Hope Solo i Christen Press i les sueques Lotta Schelin i Kristin Bengtsson.
La temporada 2010 de la Damallsvenskan, l'equip va acabar subcampió i es va classificar per a la Lliga de Campions Femenina de la UEFA 2011-12. El 2011 van guanyar la Copa de Suècia a la tanda de penals contra el Tyresö, i el 2012 van vèncer al Tyresö de nou a la final.